# Zyghard von Schwarzburg

Chorągiew rodu Schwarzburg

Zyghard von Schwarzburg, także Sigehardus de Swarczburg, Swarzburch (ur. ?, zm. po 1336) – komtur rogoziński (1298–1300), komtur dzierzgoński (1301–1306 i 1308-1311), komtur grudziądzki (1313–1329 i 1330–1336), komtur bierzgłowski (1329–1330), wielki szpitalnik (1311–1312), mistrz krajowy Prus(1306).

## Życiorys
Zyghard wywodził się rodu hrabiów Schwarzburg w Turyngii.
Był synem Henryka von Schwarzburg-Blankenburga oraz Zofii córki księcia halickiego Daniela Halickiego. Poprzez matkę skoligacony był z rodem Rurykowiczów oraz Piastów. Był młodszym bratem Guntera von Schwarzburga oraz stryjem Guntera von Schwarzburga Młodszego.
Zyghard von Schwarzburg przybył do Prus w roku 1289. Początkowo związał się z konwentem w Królewcu, a później wraz z bratem Gunterem należał do bliskiego otoczenia mistrza krajowego Meinharda von Querfurta. Pod koniec lat dziewięćdziesiątych XIII wieku objął urząd komtura Rogoźna, następnie stanął na czele konwentu w Dzierzgoniu. W roku 1306 na niespełna rok objął urząd mistrza krajowego prowincji pruskiej. Po tym epizodzie powrócił na stanowisko komtura Dzierzgonia i sprawował je do 1311 roku. W tymże roku powołany został na stanowisko wielkiego szpitalnika, przez nowego wielkiego mistrza Karola z Trewiru. Ten wysoki urząd pełnił do roku 1312, kiedy to zastąpił go Fryderyk von Wildenberg. Po utracie stanowiska wielkiego szpitalnika Zyghard von Schwarzburg na stałe związał się z komturstwem w Grudziądzu i stał na jego czele do roku 1336. W międzyczasie, w związku z silnym zainteresowaniem zakonu Kujawami, na krótko objął urząd komtura Bierzgłowa.
Z racji więzów krwi i powiązań rodzinnych brał czynny udział w polityce zagranicznej zakonu krzyżackiego, szczególnie tej, która dotyczyła kontaktów z królami polskimi Władysławem Łokietkiem oraz Kazimierzem Wielkim. Największe zasługi dla zakonu oddał jednak w prowadzeniu polityki wobec książąt halicko-włodzimierskich.

## W kulturze
Pojawia się w cyklu książek Elżbiety Cherezińskiej pod tytułem Odrodzone królestwo wraz ze swym bratem Gunterem von Schwarzburg i krewnym Gunterem Młodszym.